# Zofia Unszlicht-Osińska

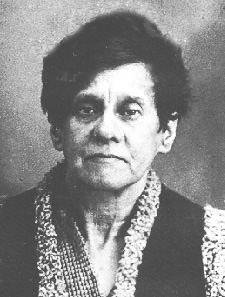
Zofia Unszlicht po aresztowaniu przez NKWD 1937

Zofia Unszlicht ps. „Osińska”, „Zośka” (ur. 5 lipca 1882 w Mławie, zm. 26 października 1937 w Moskwie) – działaczka komunistyczna, członkini SDKPiL i KPRP/KPP. 

## Życiorys
Od 1905 r. w SDKPiL. Członkini Komitetu Wykonawczego SDKPiL, w 1912 r. opowiedziała się po stronie „rozłamowców”. Obecna na III Międzynarodowej Konferencji Kobiet Socjalistek w Bernie (1915) jako delegat SDKPiL. Od stycznia 1917 r. więziona w Havelbergu.
Od 1918 r. członkini KPRP, w 1921 r. również w KPD. W KPRP członkini lewicowej opozycji. Wraz z Henrykiem Steinem-Domskim, Ludwikiem Damowskim-Prentkim i Julianem Leszczyńskim-Leńskim opracowała tezy tzw. „czwórki berlińskiej” – O kryzysie w KPRP i najbliższych zadaniach partii. Krytykowała podstawowe koncepcje II Zjazdu KPRP (hasło walki o rząd robotniczo-chłopski, taktykę jednolitego frontu „z góry”, postulowanie żądań demokratycznych w ramach ustroju kapitalistycznego itd.). Członkini Komitetu Centralnego KPP w 1925 r., wkrótce jednak odsunięta za odchylenia lewicowe. Wyjechała do ZSRR.
W ZSRR, wraz z Domskim, powiązana z opozycją Trockiego. W 1928 wykluczona z WKP(b) za działalność frakcyjną, przywrócona do członkostwa. Po zabójstwie Siergieja Kirowa, 27 stycznia 1935 po ponownym wykluczeniu z partii aresztowana przez NKWD. 26 marca 1935 skazana przez Kolegium Specjalne NKWD (OSO) na pięć lat łagru. Więziona w politizolatorze uralskim, a od 10 stycznia 1937 w więzieniu specjalnym w Jarosławlu.
W okresie wielkiej czystki  26 października 1937 dostarczona przez NKWD do Moskwy, tego samego dnia skazana przez Kolegium Wojskowe Sądu Najwyższego ZSRR na karę śmierci z zarzutu o udział w terrorystycznej organizacji kontrrewolucyjnej, bezpośrednio po procesie rozstrzelana. Ciało skremowano w krematorium na Cmentarzu Dońskim, prochy pochowano anonimowo.
Zrehabilitowana 28 września 1988 postanowieniem plenum Sądu Najwyższego ZSRR.
Siostra Józefa Unszlichta, Juliana Unszlichta i Stefanii Brunowej.